# Kolnica (Targówka)
Kolnica – nieoficjalna część wsi Targówka w Polsce położona w województwie wielkopolskim, w powiecie tureckim, w gminie Malanów.
Miejscowość leży około 1 km od Targówki.
W latach 1975–1998 miejscowość należała administracyjnie do województwa konińskiego.